# Beggars Banquet Records
Pour l'album homonyme des Rolling Stones, voir Beggars Banquet.
Beggars Banquet Records est un label discographique indépendant britannique, basé à Wandsworth, Londres. Il tire son nom du célèbre album homonyme des Rolling Stones.

## Histoire
Beggars Banquet est à l'origine une chaîne de magasins appartenant à Martin Mills et Nick Austin. En 1977, inspirés par la tendance do it yourself du mouvement punk rock, ils décident de se lancer en parallèle dans la publication de disques. Le premier groupe sur le label est le groupe punk The Lurkers. Tout à la fin des années 1970, les premiers tubes de Tubeway Army puis de Gary Numan en solo permettent d'atteindre une certaine sécurité financière.
Ils lancent ensuite deux labels parallèles, Situation Two et 4AD (ce dernier, avec Ivo Watts-Russell), qui publient des artistes tels que The Charlatans, Red Lorry Yellow Lorry, Play Dead, Pixies, Cocteau Twins, MARRS. Une autre sous-division, XL Recordings, apparaît ensuite pour accueillir des artistes dance comme The Prodigy, Lemon Jelly ou Basement Jaxx. Enfin, les labels Mantra Records, Mo' Wax, Locked On Records, Matador Nation, Too Pure et Wiiija font eux aussi partie du Beggars Group.
En 1990, Beggars Banquet publie une compilation intitulée The First Feast, distribuée par RCA, regroupant quatorze titres enregistrés par des signatures du label. Depuis 2008, sa filiale française est dirigée par Jean-Philippe Aline. 

## Groupes et artistes
Groupes et artistes actuellement ou anciennement signés au label : 
- Anjali
- Bauhaus
- The Beekeepers
- Biffy Clyro
- Buffalo Tom
- The Cult
- Bryce Dessner
- Dead Fly Buchowski
- Dream City Film Club
- The Fall
- Fields of the Nephilim
- Film School
- The Fuzztones
- Freeez (en)
- Gene Loves Jezebel
- The Go-Betweens
- Mark Lanegan Band
- Loop
- Luna
- The Lurkers
- Peter Murphy
- The National
- Gary Numan
- Oceansize
- Passion Fodder
- The Prodigy
- Ramones
- Stereolab
- The Strokes
- Sun Dial
- [erminal Power Company
- Tindersticks